# Cumulopuntia boliviana
Cumulopuntia boliviana är en kaktusväxtart som först beskrevs av Salm-dyck, och fick sitt nu gällande namn av Friedrich Ritter. Cumulopuntia boliviana ingår i släktet Cumulopuntia, och familjen kaktusväxter.

## Underarter
Arten delas in i följande underarter:
- C. b. boliviana
- C. b. dactylifera
- C. b. echinacea
- C. b. ignescens

## Bildgalleri

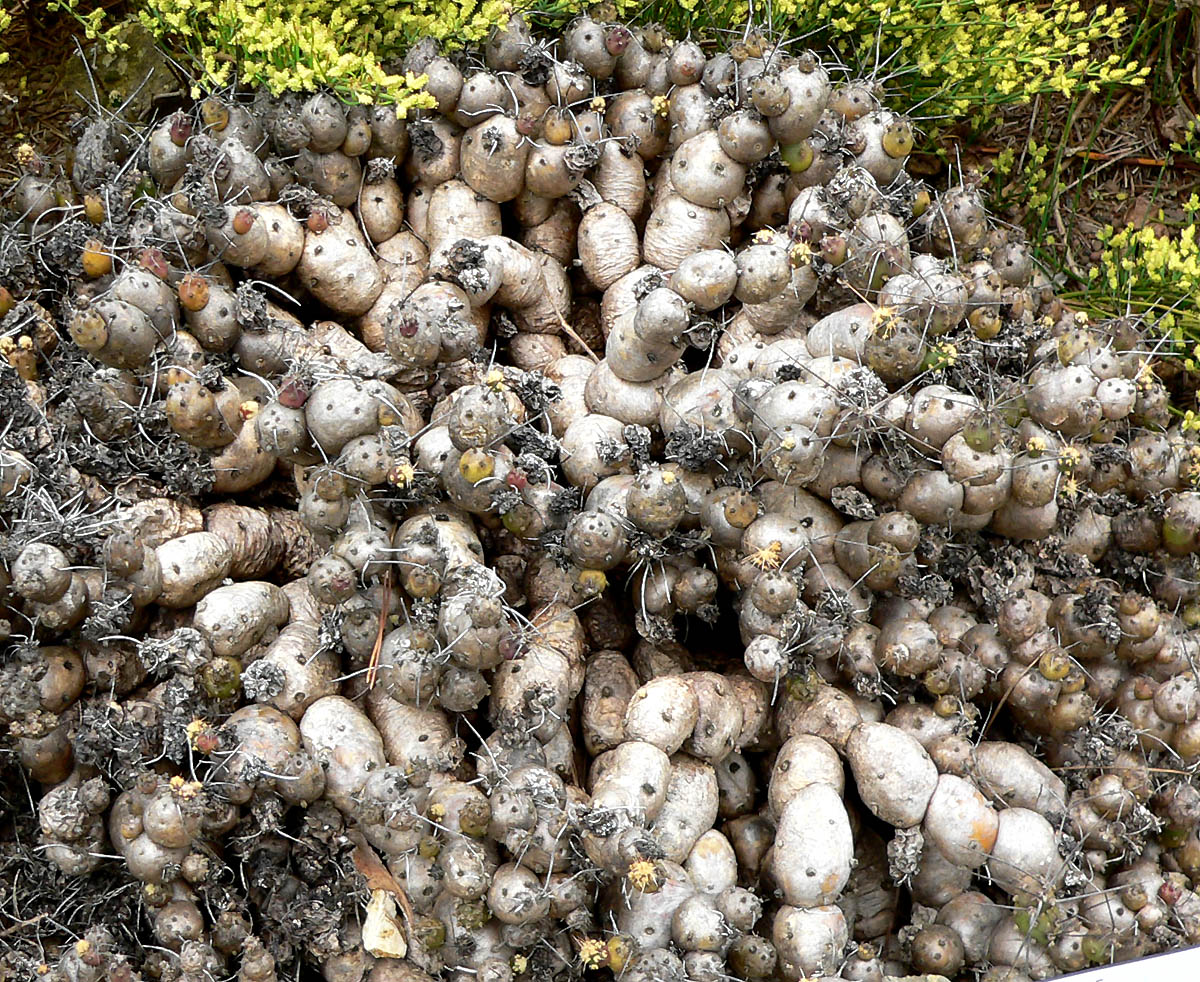
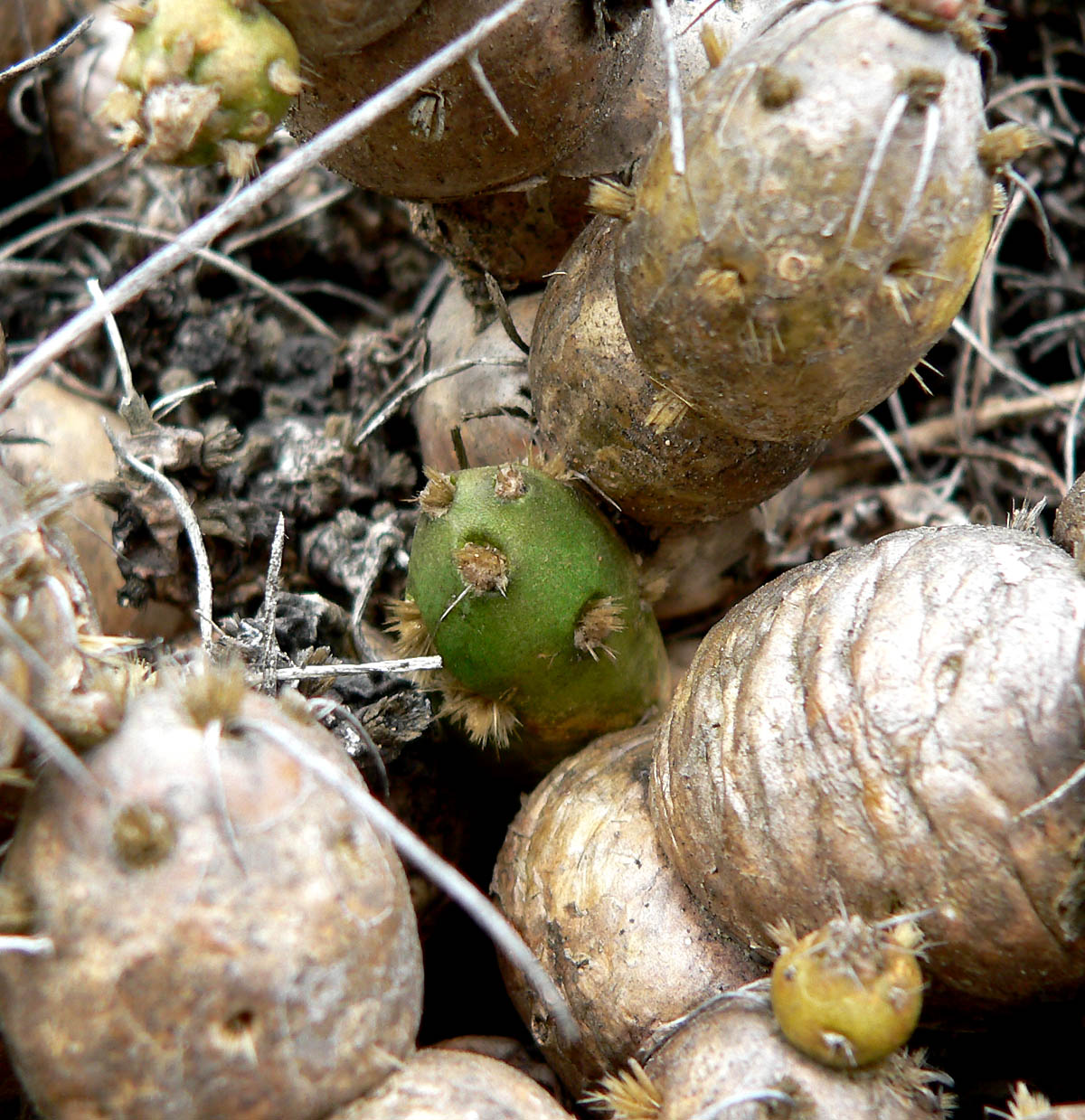
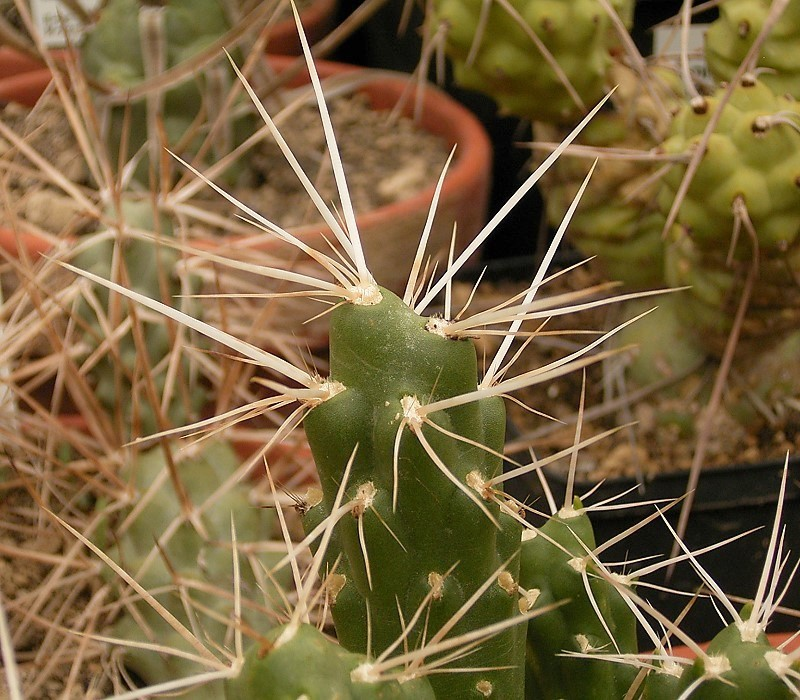
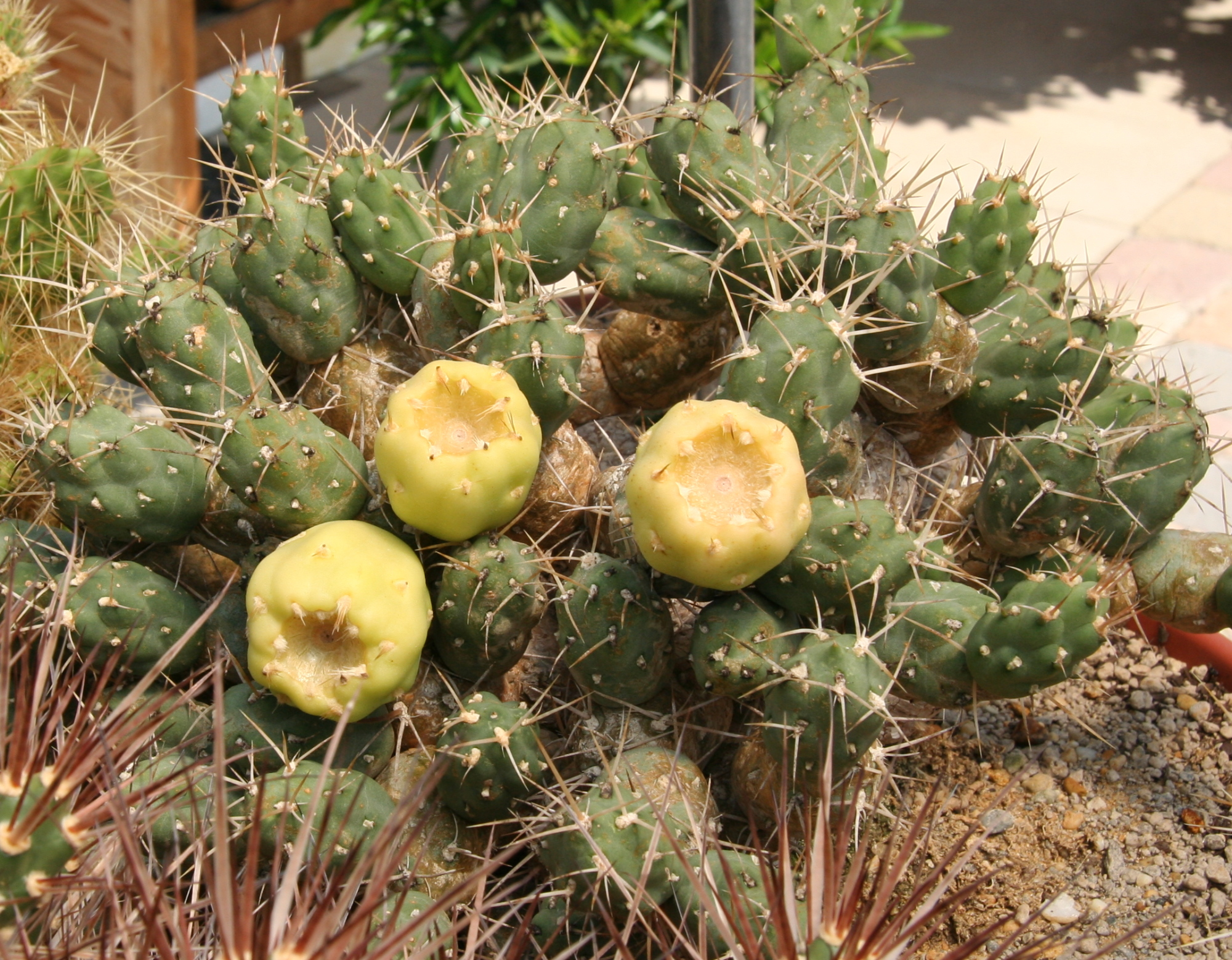
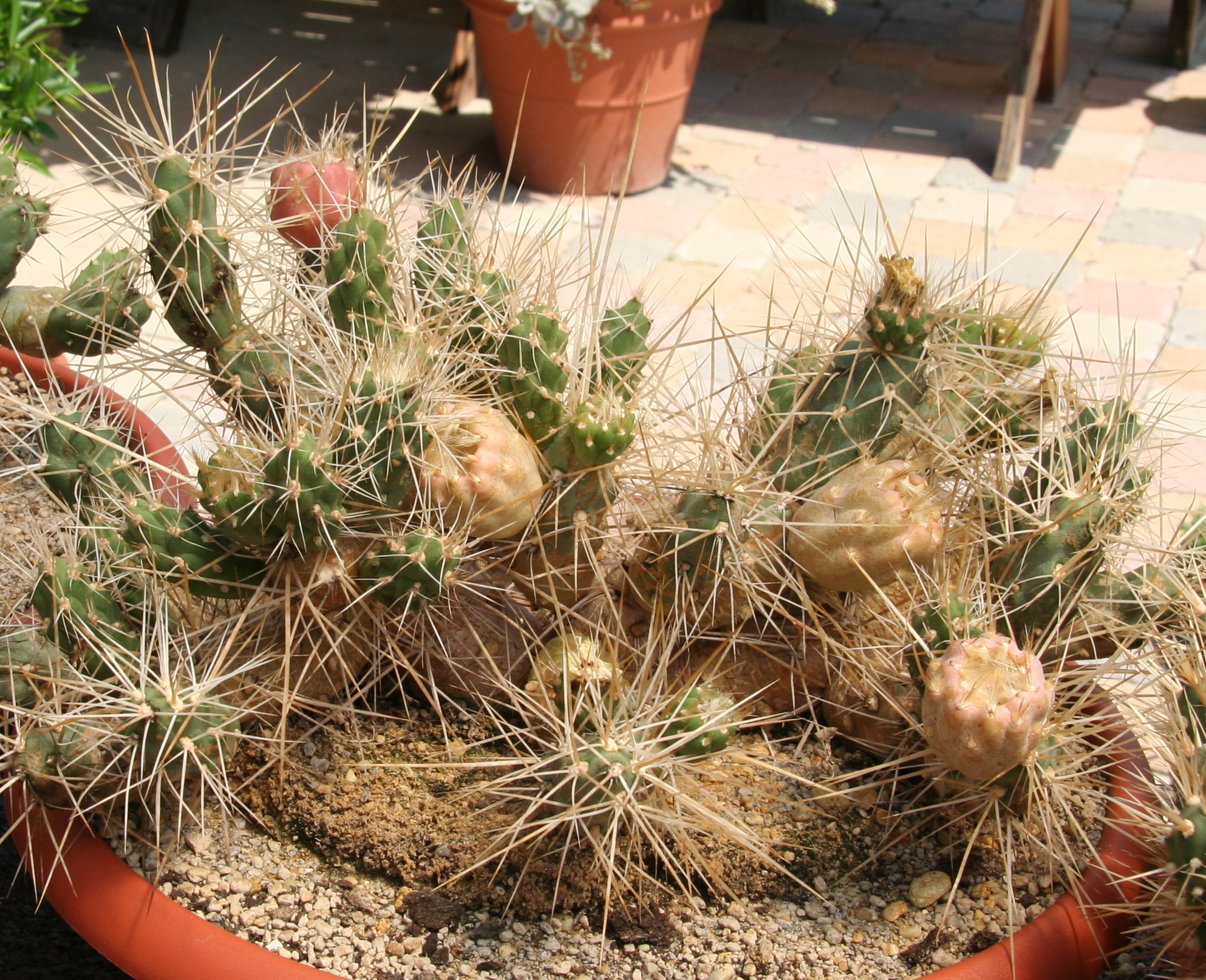
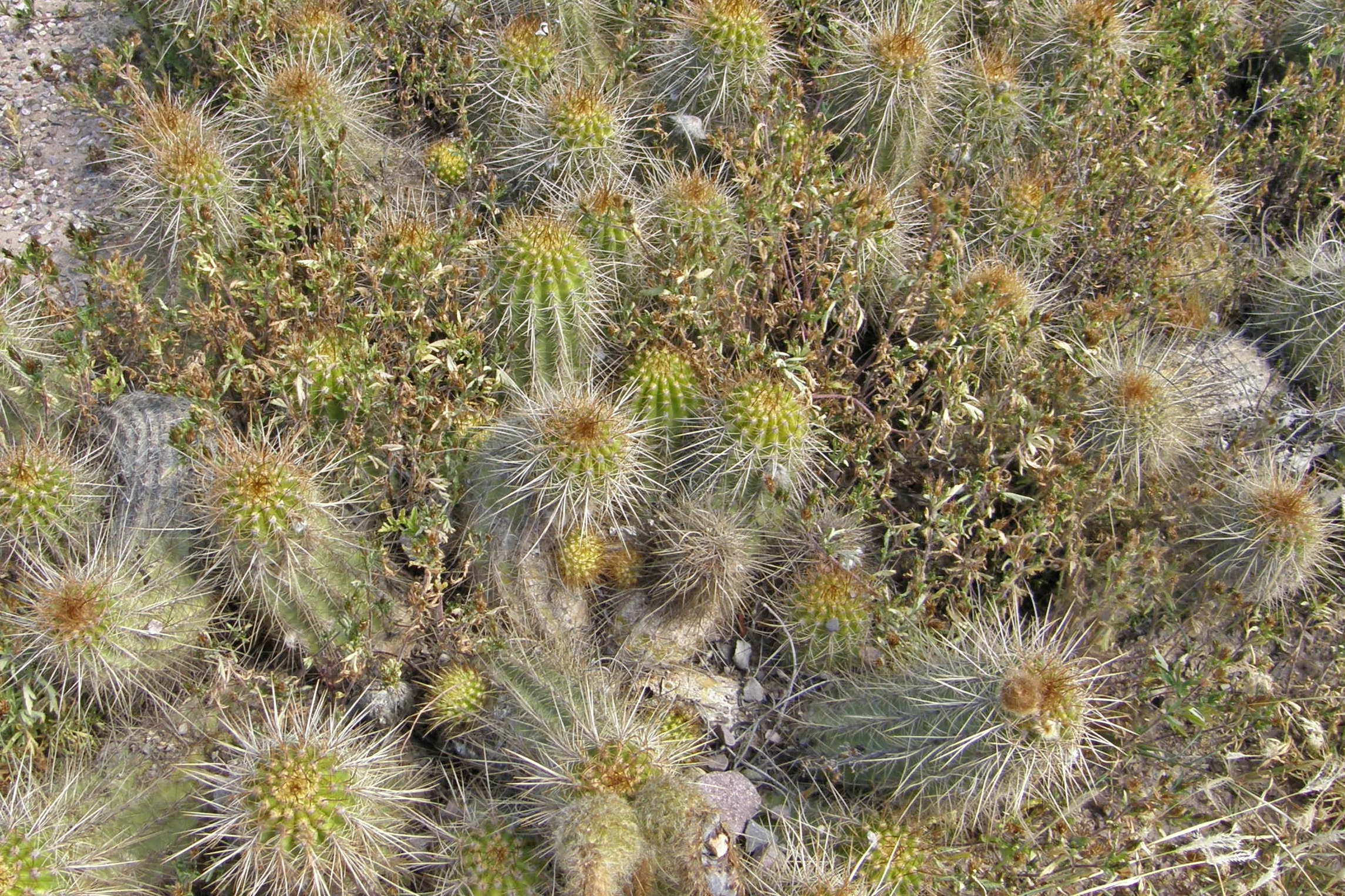